# 三岔镇 (五寨县)
三岔镇，是中华人民共和国山西省忻州市五寨县下辖的一个乡镇级行政单位。

## 行政区划
三岔镇下辖以下地区：
三岔村、大村、柳河村、东寨村、小刘家湾村、园子沟村、井儿洼村、羊坊村、北张家坪村、倪家山村、云梯峁村、张家墕村、董家咀村、徐家坪村、上会子村、阳家山村、刘台村、华家沟村、常咀村、深沟子村、车道坡村、塔子会村、红娘子村、马家坪村、何家梁村、许林村、宋家寨村、张家窑村、艾窊村、水沟墕村、永丰庄村、新庄窝村、二道沟村和三道沟村。